# Cantó de Solesmes
El cantó de Solesmes és una divisió administrativa francesa, situada al departament del Nord i la regió dels Alts de França.

## Composició
El cantó de Solesmes aplega les comunes següents :
- Beaurain
- Bermerain
- Briastre
- Capelle
- Escarmain
- Haussy
- Montrécourt
- Romeries
- Saint-Martin-sur-Écaillon
- Saint-Python
- Saint-Vaast-en-Cambrésis
- Saulzoir
- Solesmes
- Sommaing
- Vendegies-sur-Écaillon
- Vertain
- Viesly

## Història
| Date d'elecció                        | Identitat        | Partit |
| ------------------------------------- | ---------------- | ------ |
| 2004-                                 | Georges Flamengt | PS     |
| Les dades anteriors no són conegudes. |                  |        |
|                                       |                  |        |

| 1962 | 1968 | 1975 | 1982 | 1990 | 1999   | 2006   |
| ---- | ---- | ---- | ---- | ---- | ------ | ------ |
| -    | -    | -    | -    | -    | 16.216 | 16.229 |